# Spiserørskræft
Spiserørskræft er en malign kræftsygdom, der opstår som følge af celleforandringer i den slimhinde, der sidder i spiserøret. 
Det primære symptom på sygdommen er synkebesvær i forbindelse med indtagelse af mad. Først sent i sygdomsstadiet oplever patienten egentlige smerter. Behandlingen omfatter operation og/eller strålebehandling.
Sygdommen er med ca. 400 tilfælde årligt i Danmark relativt sjælden, og den rammer næsten altid mennesker over 60 år og primært mænd. Rygning og højt alkoholforbrug øger risikoen for spiserørskræft. Overlevelseschancerne er begrænsede; blot 13 procent er i live tre år efter at være blevet diagnosticeret med sygdommen.